# Parque nacional Little Desert
El  parque nacional Little Desert es un parque nacional en el distrito occidental de Victoria, Australia. El parque nacional de 132.647 hectáreas está situado cerca de Dimboola, aproximadamente 375 kilómetros (233 millas) al oeste de Melbourne y se extiende desde el río Wimmera en el este hasta la frontera sur de Australia en el oeste cerca de Naracoorte.
El parque nacional Little Desert está dividido en tres secciones: bloque occidental, bloque central y bloque oriental.
Las carreteras dentro del parque solo son accesibles por vehículos con tracción en las cuatro ruedas y la mayoría de las vías en los Bloques Central y Occidental están cerradas desde el 1 de junio al 31 de octubre o después de temporadas con mucha lluvia porque los vehículos pueden dañar los ecosistemas extraordinariamente frágiles en condiciones de humedad. 

## Historia
El parque se estableció a finales de 1960 después de que el gobierno estatal victoriano anunciara la intención de subdividir ochenta mil hectáreas de tierras de la Corona en la región para la agricultura. El área en cuestión contenía una gran cantidad de arbustos mallee relativamente intactos, y era rica en flores silvestres y fauna, incluyendo una serie de especies amenazadas.
El Little Desert recibe una precipitación anual de aproximadamente 480 milímetros (19 pulgadas), aunque hay un gradiente de 400 milímetros (16 pulgadas) en el este a 600 milímetros (24 pulgadas) cerca de Naracoorte. Es aproximadamente el mismo que el de la zona de agricultura de secano que rodea el parque, pero el Little Desert tiene suelos arenosos muy profundos, que son mucho más bajos en nutrientes esenciales que los suelos de arcilla (solo moderadamente fértiles) utilizados para la agricultura. Estos suelos arenosos tienen un contenido extraordinariamente bajo de nutrientes disponibles y mantienen el agua muy pobremente, reduciendo la disponibilidad de agua a las plantas. Por lo tanto, la agricultura de la zona resultó absolutamente imposible hasta que se identificaron en la década de 1940 las deficiencias de zinc, cobre y molibdeno.
Incluso después de que estuvieran disponibles los fertilizantes que contenían estos elementos, los estudios realizados por el gobierno victoriano durante las décadas de 1950 y 1960 mostraron que Little Desert no era capaz de convertirse en tierras agrícolas productivas. 
La oposición local a la venta de la tierra para la agricultura fue intensa. Al gobierno de Bolte inicialmente no le preocuparon las peticiones ambientales locales. La indignación pública por la propuesta de subdivisión de la tierra hizo que el ministro responsable perdiera su escaño en unas elecciones. El debate de Little Desert estimuló el movimiento de conservación de Victoria con la formación de un órgano máximo, el Consejo de Conservación de Victoria y el gobierno victoriano conservador de Henry Bolte tuvo que adoptar políticas ambientales, tales como el establecimiento del Consejo de Conservación de Tierras. El arquitecto del Consejo de Conservación de Tierras fue el lugo nombrado Ministro de Tierras, Conservación y Asentamiento de Soldados, William Borthwick, quien apoyó el mantenimiento de la zona como reserva natural.
Con el tiempo, Little Desert se convirtió en un parque nacional, comenzando en 1968 con el tercio este. Después de que la región fuera finalmente investigada por el Consejo de Conservación de Tierras en 1986, se agregaron dos bloques más al oeste, cubriendo así todas las áreas arenosas hasta la frontera con Australia del Sur.

## Flora y fauna

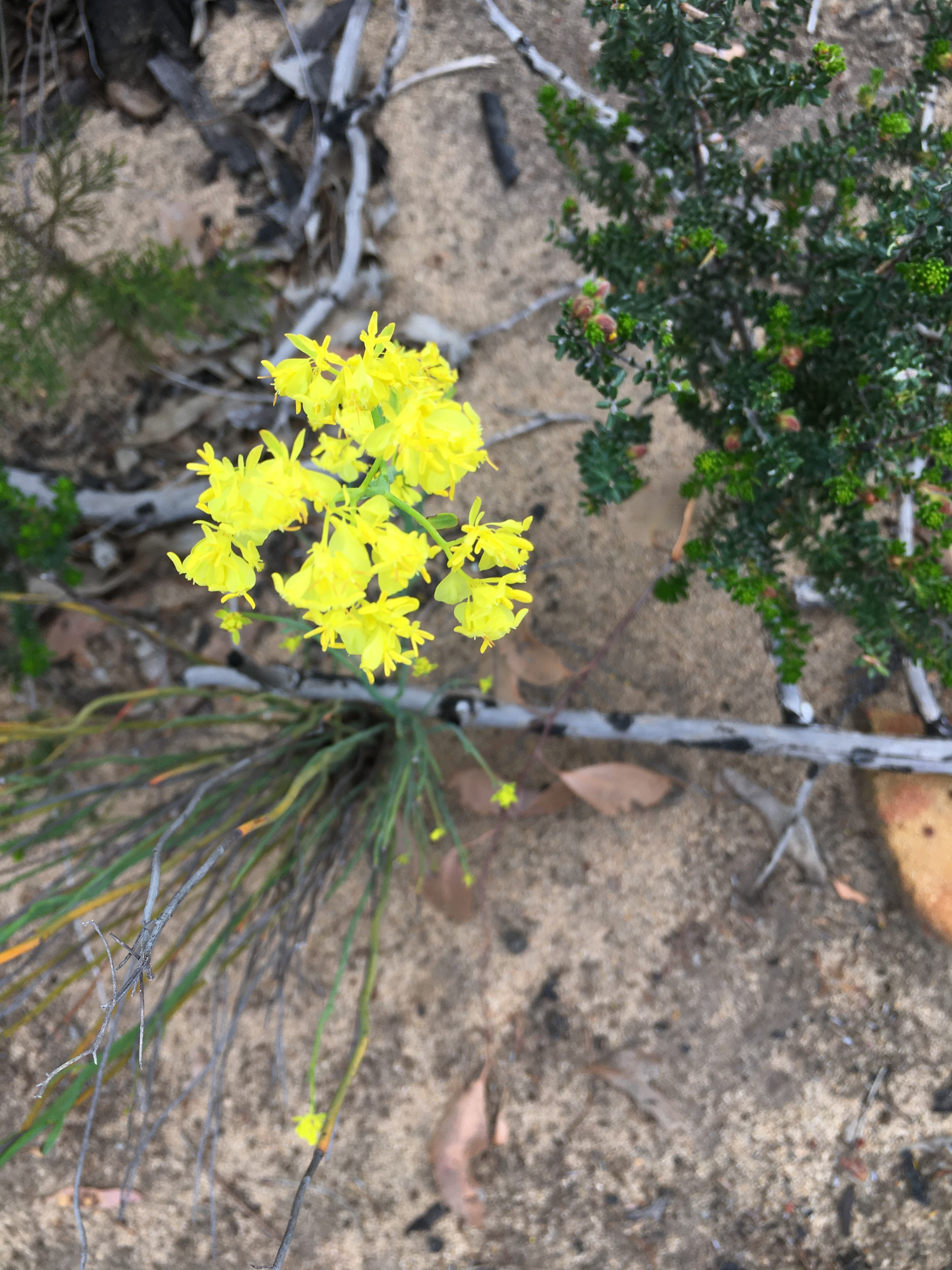
Flor silvestre amarilla en el parque nacional Little Desert.

La vegetación del parque va desde los brezales del mallee en el bloque oriental hasta el pino y los bosques de casuarina en el húmedo bloque occidental. En el bloque occidental hay grandes áreas de pantanos estacionales formados sobre arcillas. Las lateritas están dispersas por las zonas arenosas del parque y la planta característica es Melaleuca uncinata un arbusto de la familia de las Myrtaceae . Las zarigüeyas y los canguros grises son comunes en todo el parque, y pueden verse los lagartos tomando el sol.

### Aves
Con más de 200 especies de aves el parque nacional ha sido identificado por BirdLife International, una ONG internacional, como un importante área de aves, ya que sostiene a las poblaciones de faisán australiano y de Stagonopleura guttata. El faisán australiano es un ave rara y su protección fue un factor contribuyente en la decisión de preservar el área en 1968